# Gare de La Ferté-Gaucher
Pour les articles homonymes, voir Gare de La Ferté.
La gare de La Ferté-Gaucher est une ancienne gare ferroviaire française de la ligne de Gretz-Armainvilliers à Sézanne, située sur le territoire de la commune de La Ferté-Gaucher dans le département de Seine-et-Marne, en région Île-de-France.

## Histoire
La gare de La Ferté-Gaucher est mise en service le 14 août 1881 par la Compagnie des chemins de fer de l'Est, lorsqu'elle ouvre la section de Coulommiers à La Ferté-Gaucher de sa ligne de Gretz-Armainvilliers à Sézanne.

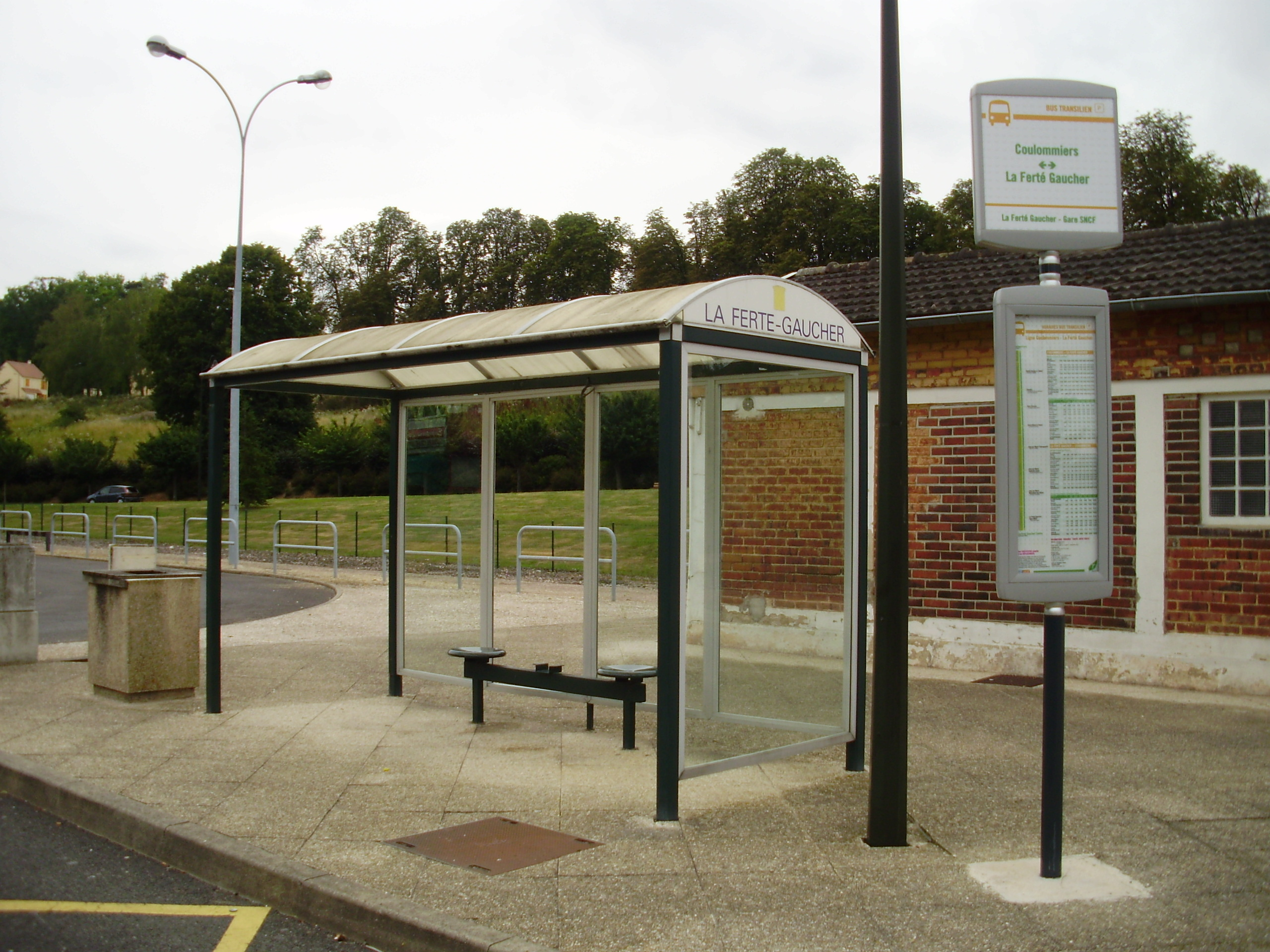
Arrêt de bus Transilien à côté de la gare de La Ferté-Gaucher

La gare est située sur le réseau Transilien de Paris-Est. Jusqu'en 2002, des autorails de type « EAD » modernisés du réseau TER Champagne-Ardenne assuraient un service de navettes depuis Coulommiers, là où s'arrête l'électrification de la ligne.
Le transfert sur route de la desserte a été jugé préférable au convoiement à vide des autorails depuis leurs dépôts éloignés (c'est le même motif qui a conduit à la fin de la desserte ferroviaire entre Saint-Rémy-lès-Chevreuse et Limours). Dorénavant, ce sont donc des bus qui relient la gare à Coulommiers.

## Correspondances
Indépendamment des autocars Transilien P, la gare est également desservie par les lignes 10 et 17 du réseau de bus Brie et 2 Morin.

## Projets
La réouverture du tronçon fermé entre les gares de Coulommiers et de La Ferté-Gaucher est inscrite en phase 3 (horizon 2021-2027) du Schéma directeur de la région Île-de-France (SDRIF), adopté par délibération du Conseil régional d'Île-de-France le 25 septembre 2008.
Cependant le schéma de secteur du réseau Est et du RER E, approuvé le 16 mai 2013 par l'ex-Syndicat des transports d'Île-de-France indique que « les résultats d’une étude menée par Transilien SNCF sur la réouverture Coulommiers – La Ferté Gaucher montre que les coûts d’exploitation, sans tenir compte des investissements nécessaires en termes d’infrastructure, paraissent disproportionnés par rapport au service rendu et à la population concernée », ce qui ne permet pas d'envisager la réouverture de la section de ligne à un horizon prévisible.
En 2021, des responsables politiques fertois effectuent des études de faisabilité de réouverture de la ligne. Cette étude est vue d'un bon œil par SNCF Réseau, la ligne fermée disposant d'un intérêt économique jugé notable. Les élus locaux et la communauté de communes des Deux Morin sont plus sceptiques, les premiers préférant la mise en place d'une coulée verte sur l'ancienne ligne. L'élue columérienne Laurence Picard manifeste quant à elle son opposition à la réouverture de la ligne, estimant que les lignes de bus suffisent.